# The Fires of Pompeii
"The Fires of Pompeii" (KBS 방영 제목: 〈폼페이와 볼케이노〉)는 영국의 SF 드라마 《닥터 후》 시리즈 4의 두번째 에피소드이다. 2008년 4월 12일 BBC One에서 처음으로 방영되었다. 서기 79년 베수비오 화산 분화 당시의 폼페이를 무대로 하고 있으며, 닥터 (데이비드 테넌트)와 새로운 동행자 도나 노블 (캐서린 테이트)가 분화 속에 숨겨진 외계 침공의 비밀을 밝히려 한다. 그곳에서 만난 인연은 닥터에게 윤리적으로 올바른 선택을 해야 하는가에 관한 딜레마를 안기고 만다.
이탈리아 로마의 시네시타 스튜디오에서 현지 로케이션을 거쳤으며, 2005년 부활 이래 처음으로 해외 로케이션을 진행한 최초의 에피소드가 되었다. 촬영 일정 자체는 스튜디오 인근 지역에서 발생한 화재 사건과 제작진의 현지 이동 문제로 인해 차질을 빚어 다소 지연되기도 했다.
첫 방영 후 평론가들의 반응은 전반적으로 엇갈렸다. 닥터가 마주한 도덕적 갈등, 그리고 도나의 고집으로 인해 살릴 수 있었던 폼페이의 한 일가족이라는 설정은 널리 호평을 받았다. 하지만 각본 면에서는 좋은 평가를 받지 못했는데, 특히 조연의 캐릭터성이 헐거워서 대화가 나올 떄마다 "1차원적이다", 피터 카팔디 (카이실리우스)와 필 데이비스의 대화는 "훌쩍이고 노려볼 뿐"이라는 비판을 받았다.

## 줄거리
로마 제국의 수도 로마 시에 도착한 10대 닥터와 도나 노블은 사실 이곳이 로마가 아니라 서기 79년 베수비오 화산 분화 하루 전날의 폼페이 시라는 것을 깨닫는다. 황급히 타디스가 있던 곳으로 뛰어가지만 그 자리를 지키던 상인이 타디스를 어느 조각사에게 팔아버렸다는 사실만 마주하고 만다. 닥터와 도나는 로부스 카이실리우스라는 그 조각사의 집에 찾아가 되찾기로 한다. 한편 그 둘을 몰래 미행하던 예언가는 시빌라인 자매에게 가서 '예언 속 푸른 상자의 남자'가 나타났다고 고한다. 자매들은 예언대로라면 그가 불과 죽음을 가져올 것임을 알고서 두려움에 떤다.
카이실리우스의 집을 둘러보던 닥터와 도나는 현지 사제인 '루시우스 페트루스 덱스트루스'를 만난다. 그는 카이실리우스에게 주문한 조각품을 인수하러 온 참이었다. 닥터는 조각품이 마치 커다란 전자 회로의 한 부분처럼 생긴 것을 보고 흥미로워한다. 조각에 대해 좀 더 알아보고 싶어하던 닥터는 카이실리우스의 아들 퀸투스에게, 루시우스 페트루스의 저택으로 잠입하도록 한다. 닥터는 그 조각품이 에너지 변환기를 만들기 위한 것으로 추측한다. 그때 루시우스 페트루스가 나타나 닥터를 사로잡곤, 돌처럼 생긴 생명체를 불러와 죽여버리라고 명한다. 그 생명체는 카이실리우스의 저택에 나타나 공격에 나서지만, 퀸투스가 생명체를 물에 담가 해치운다. 일련의 혼란 속에서 시빌라인 자매는 도나를 납치하고, 닥터는 도나를 구출하러 나선다. 이후 닥터는 시빌라인 자매의 우두머리가 피로빌 (Pyroviles)이라는 사실을 밝혀낸다. 피로빌은 잃어버린 고향 행성 피로빌리아에서 건너온 석형 생명체였다. 닥터는 도나와 함께 베수비오 화산으로 이어지는 굴 속으로 도망친다.
닥터는 베수비오 화산 속에서 피로빌이 인류를 전화시켜 지구 침공을 준비하고 있음을 알게 된다. 또 에너지 변환기가 가동되면 화산이 폭발하지 않을 것이라는 사실도 알게 되면서, 도나에게 화산 폭발은 시간 속에 고정된 것이므로 반드시 벌어져야 한다고 일러둔다. 닥터와 도나는 탈출용 포드를 함께 타고, 레버를 당겨서 변환기의 출력을 초과시켜 화산 폭발을 유발한다. 이에 피로빌은 모두 쓰러지고 화산 폭발과 함께 포드도 발사된다. 닥터와 도나는 타디스를 향해 달려가고 카이실리우스와 가족들은 저택에 남겨둔다. 그러던 순간 도나는 닥터에게 다시 돌아가서 딱 한 사람만이라도 화산 폭발의 참사로부터 구해보자고 애원한다. 같은 마음을 갖게 된 닥터는 카이실리우스 가족에게 돌아가 구조하고, 언덕배기에 데려다놓고서 함께 폼페이가 화산재 속으로 묻히는 모습을 지켜본다. 닥터는 도나의 말이 맞았다면서 자신을 멈출 누군가가 필요했다고 고백한다.
그로부터 6개월 뒤, 카이실리우스 가족은 로마로 거처를 옮겨 행복하게 지내고 있었다. 카이실리우스의 아들은 의사가 되기 위한 실습을 하고 있었고, 집안 벽의 부조에 성수를 뿌리며 집안의 신에게 감사를 빈다. 그 벽에 새겨진 신은 타디스를 사이에 두고 서 있는 닥터와 도나의 모습이었다.